# 梅季希區

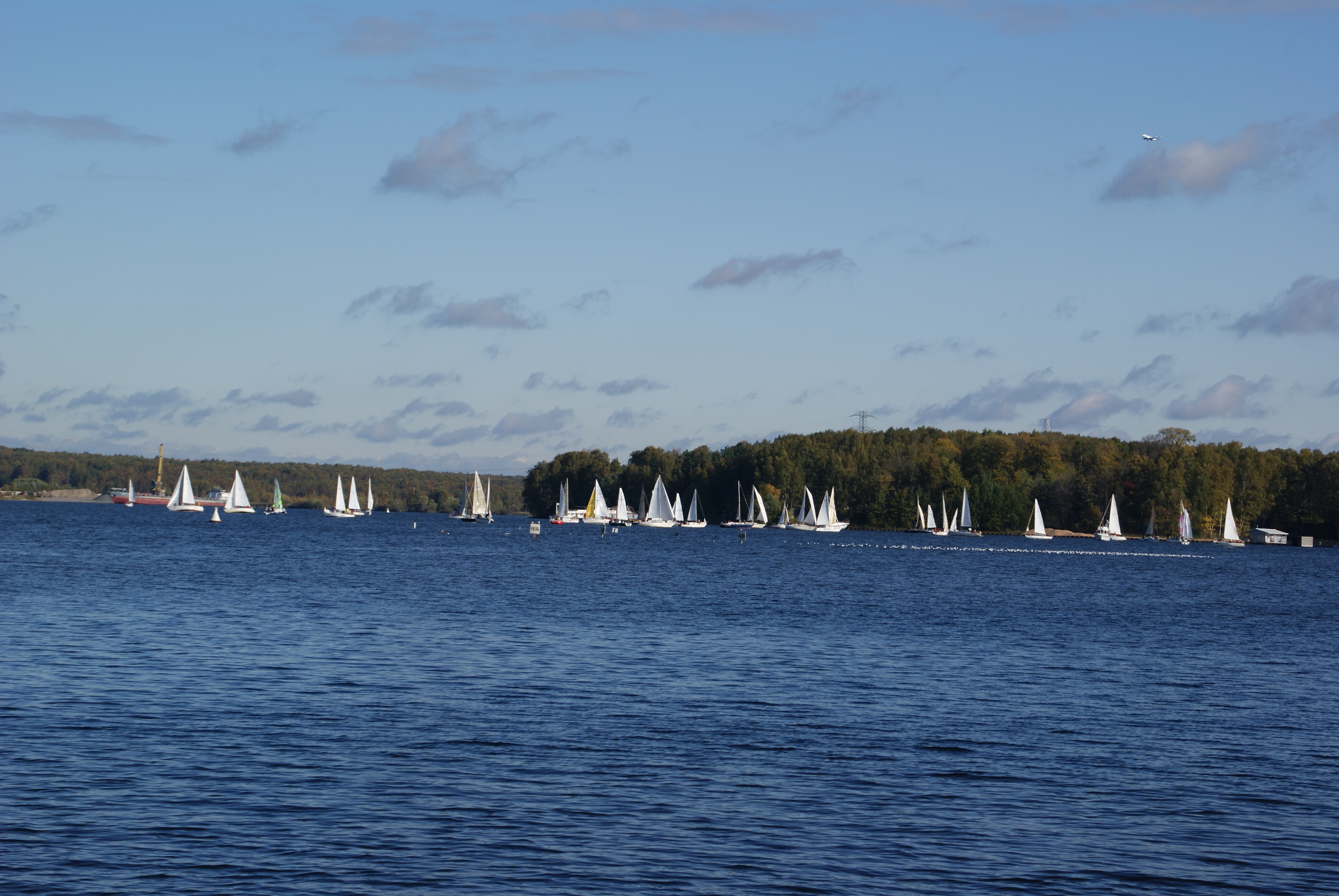

55°55′N 37°46′E / 55.917°N 37.767°E
梅季希區（俄语：Мытищинский район），是俄羅斯的一個區，位於該國西部，由莫斯科州負責管轄，面積431.16平方公里，2010年該區人口203,393，人口密度每平方公里471.73人。